# Germaine de Staël
Anne-Louise Germaine de Staël-Holstein (Paris, 22 de abril de 1766 – 14 de julho de 1817), mais conhecida como Madame de Staël, foi uma intelectual, ensaísta e romancista francesa, que presenciou em primeira mão a Revolução Francesa, a Era Napoleônica e a Restauração. Ao lado de Benjamin Constant, ela formou um dos casais intelectuais mais celebrados de seu tempo. Ela foi uma das mais conhecidas opositoras a Napoleão e, com sua obra Da Alemanha, despertou o interesse do restante da Europa na cultura alemã.

## Início da vida e da família
Ela nasceu Anne-Louise Germaine Necker filha de pais suíços em Paris. Seu pai era Jacques Necker, o banqueiro de Genebra que se tornou ministro das finanças do rei Luís XVI de França. Sua mãe, Suzanne Curchod, filha de um pastor franco-suíço, ajudava a carreira do marido através de um brilhante salão literário e político que matinha em Paris.
A jovem Germaine Necker ganhou cedo uma reputação de inteligência viva e beleza. Ainda criança ela era vista no salão de sua mãe ouvindo, e até mesmo participando, da conversa com aquela viva curiosidade intelectual que permaneceria sua qualidade mais atraente. Quando ela tinha 16 anos, seu casamento começou a ser considerado. William Pitt, o Jovem, foi considerado como um possível marido, mas ela não gostava da ideia de viver na Inglaterra. Casou-se em 1786 com o embaixador sueco em Paris, o barão Erik de Staël-Holstein. Foi um casamento de conveniência que terminou em 1797 na separação formal. Tiveram, no entanto, três filhos: Auguste (nascido em 1790), que editou as obras completas de sua mãe; Albert (nascido em 1792), e Albertine (nascida em 1796).

## Opiniões políticas
Antes dos 21 anos, Germaine de Staël escreveu um drama romântico, Sophie, ou les sentiments secrets (1786), e uma tragédia inspirada por Nicholas Rowe, Jane Gray (1790). Mas foi seu livro Lettres sur les ouvrages et le caractère de J.-J. Rousseau (1788; Cartas sobre a obra e caráter de J.-J. Rousseau) que a fez conhecida. Sob a influência de seu pai, um admirador de Montesquieu, ela adotou posições políticas com base na monarquia parlamentar inglesa. Em favor da Revolução Francesa, ela adquiriu uma reputação de jacobinismo. Sob a Convenção, o órgão eleito que aboliu a monarquia, a facção moderada dos girondinos correspondia melhor às suas ideias.
O status diplomático de seu marido a protegia em Paris até 1793 quando ela se retirou para Coppet, Suíça. Foi lá que ela ganhou fama através da criação de um ponto de encontro para alguns dos principais intelectuais da Europa ocidental. Desde 1789 ela foi a amante de Luís de Narbonne, um dos últimos ministros de Louis XVI. Ele se refugiou na Inglaterra em 1792, onde ela se juntou a ele em 1793. Ficou em Juniper Hall, perto Mickleam em Surrey, uma mansão que tinha sido alugada desde 1792 por imigrantes franceses. Lá ela conheceu Fanny Burney (mais tarde Mme d'Arblay), mas sua amizade foi curta porque as opiniões morais e políticas da Mme de Staël foram consideradas indesejáveis pela boa sociedade na Inglaterra.
Ela voltou para a França, através de Coppet, no final do Terror em 1794. Começou um período brilhante de sua carreira. Seu salão floresceu, e ela publicou vários ensaios políticos e literários como De l’influence des passions sur le bonheur des individus et des nations (1796; Um tratado sobre a influência das paixões sobre a felicidade dos indivíduos e das nações), um dos documentos importantes do Romantismo europeu. Ela começou a estudar as novas ideias que estavam sendo desenvolvidos especialmente na Alemanha. Leu o crítico suíço Karl Viktor von Bonstetten, o filólogo alemão Wilhelm von Humboldt, e, acima de tudo, os irmãos August Wilhelm e Friedrich von Schlegel, que estavam entre os mais influentes românticos alemães.
Mas foi seu novo amante, Benjamin Constant, escritor e político, que a influenciou mais diretamente em favor da cultura alemã. Sua ligação amorosa, que flutuava constantemente, começou em 1794 e durou 14 anos.

## Teorias literárias
No começo de 1800 o caráter literário e político do pensamento de Mme de Staël se definiu. Sua importância literária surgiu no texto De la littérature considérée dans ses rapports avec les institutions sociales (1800). Este trabalho complexo, embora imperfeito, é rico em novas ideias e novas perspectivas, novas pelo menos da França. A teoria fundamental, que seria atualizada e desenvolvida no positivismo de Hippolyte Taine, é que uma obra deve expressar a realidade moral e histórica, o zeitgeist, da nação em que é concebida. Ela também sustentou que os ideais nórdicos e clássicos estavam, basicamente, em oposição e assim apoiou o ideal nórdico, embora seu gosto pessoal tivesse permanecido fortemente clássico. Seus dois romances, Delphine (1802) e Corinne (1807), de certa forma ilustram suas teorias literárias; o primeiro sendo fortemente sociológico em perspectiva, enquanto o segundo mostra o embate entre mentalidades nórdicas e do sul.

## Banimento de Paris
Staël também foi uma importante figura política e foi considerada pela Europa contemporânea como inimiga pessoal de Napoleão. Junto a Constant e seus amigos ela formou o núcleo de uma resistência liberal; ela tanto incomodou Napoleão que ele a baniu em 1803 para uma distância de 64 km de Paris. Coppet serviu como sua sede e, em 1804, ela começou o que ela chamou, num trabalho publicado postumamente em 1821, dos Dix Années d'exil (Dez Anos d'exílio). De dezembro de 1803 a abril 1804, ela fez uma viagem pela Alemanha, culminando com uma visita a Weimar, cidade já estabelecida como o santuário de Johann Wolfgang von Goethe e Friedrich von Schiller. Em Berlim, ela conheceu August Wilhelm von Schlegel, que se tornaria, depois de 1804, seu companheiro frequente e conselheiro. Seu guia na Alemanha, no entanto, era um jovem inglês, Henry Crabb Robinson, que estava estudando em Jena. A viagem foi interrompida em 1804 pela notícia da morte de seu pai. Sua morte afetou-a profundamente, mas em 1805 ela partiu para a Itália, acompanhada por Schlegel e de Simonde Sismondi, o economista de Genebra, que foi seu guia durante a viagem.
Enquanto Corinne pode ser considerado como o resultado de sua viagem à Itália, os frutos de sua visita à Alemanha estão contidos em sua obra mais importante: De l'Allemagne (1810; Alemanha). Este é um estudo sério de costumes alemães, literatura e arte, filosofia e ética, e religião. Napoleão achou a obra anti-francesa e mandou os 10 000 exemplares destruídos. A obra foi republicada na Inglaterra em 1813.
Staël, que se casou em 1811 a um jovem oficial da Suíça chamado Rocca, foi à Áustria em maio de 1812 e, depois de visitar a Rússia, Finlândia e Suécia, chegou, em junho de 1813, à Inglaterra. Ela foi recebida com entusiasmo, apesar de criticada pelos liberais, tais como Lord Byron por ser mais antinapoleônica do que liberal e pelos conservadores por ser liberal demais. Seu guia na Inglaterra foi Sir James Mackintosh, o publicitário escocês. Ela coletou documentos mas nunca escreveu o livro De l'Angleterre.
Na Restauração Bourbon em 1814, Staël regressou a Paris mas estava profundamente desiludida: a queda de Napoleão tinha sido seguida pela ocupação estrangeira e não restabeleceu a liberdade na França. Durante os Cem Dias, ela fugiu para Coppet e em setembro 1815 partiu novamente para a Itália. Em 1816 ela voltou a passar o verão em Coppet, onde foi acompanhada por Byron.
A saúde da Mme de Staël estava em declínio. Após a partida de Byron, ela foi a Paris. Embora mal-recebida pelos emigrantes retornados e suspeitada pelo governo, Staël manteve seu salão durante todo o inverno e parte da primavera mas depois de abril 1817 ela estava muito debilitada. Morreu em Paris em julho do mesmo ano.